# Stadio Le Canonnier
Lo stadio Le Canonnier è uno stadio di Mouscron, Belgio.